# Plusy (gmina)
Plusy (pocz. Plisko) – dawna gmina wiejska istniejąca do 1945 roku na obszarze Ziemi Wileńskiej/woj. wileńskiego (obecnie na Białorusi). Siedzibą gminy była wieś Plusy (88 mieszkańców w 1921 roku).
Początkowo gmina należała do powiatu jezioroskiego w guberni kowieńskiej. 31 października 1919 gminę włączono do utworzonego pod Zarządem Cywilnym Ziem Wschodnich nowego powiatu brasławskiego, który wszedł w skład okręgu wileńskiego. 20 grudnia 1920 gmina weszła w skład tymczasowego okręgu nowogródzkiego, a 19 lutego 1921 została włączona do nowo utworzonego woj. nowogródzkiego. Od 13 kwietnia 1922 gmina Plusy należała do objętej władzą polską Ziemi Wileńskiej, przekształconej 20 stycznia 1926 roku w województwo wileńskie. Gmina Plusy była jedną z 7 gmin wzdłuż granicy z Łotwą i była najdalej na północ wysuniętą jednostką administracyjną II Rzeczypospolitej.
Po wojnie obszar gminy Plusy wszedł w struktury administracyjne Związku Radzieckiego.

## Demografia
Według Powszechnego Spisu Ludności z 1921 roku gminę zamieszkiwało 5716 osób, 3968 było wyznania rzymskokatolickiego, 113 prawosławnego, 4 ewangelickiego, 1196 staroobrzędowego, 435 mojżeszowego. Jednocześnie 3332 mieszkańców zadeklarowało polską przynależność narodową, 1700 białoruska, 3 niemiecką, 425 żydowską, 2 litewską, 251 rosyjską, 3 łotewską. Było tu 1096 budynków mieszkalnych.